# مقهى الأمير (مسلسل)
 مقهى الأمير  (بالكورية: 커피프린스 1호점)‏ مسلسل درامي كوميدي كوري، تم إنتاجه في عام 2007.

## القصة
«جو إيون تشان» فتاة تعيش حياة قاسية تركت الدراسة لتعتني بأختها وأمها وتسدد دين العائلة.. مظهرها الخارجي لا يدل على أنها فتاة، تعمل في توصيل الحليب وتدريب الكاراتيه وتوصيل طلبات المطاعم، تقابل «تشوي هان كيول» الشاب الذي لا هدف له ويدرس بالخارج منذ خمس سنوات، ويحاول التهرب من موعد رتبته له جدته لمقابلة بعض الفتيات حتى يتزوج، «تشوي هان كيول» يظن أن «جو إيون» ولد يطلب مساعدته في التخلص من هذا الموعد فتنجح في مساعدته، لذلك يستخدمه كـحبيب لإفساد المواعيد المدبرة فتنشأ بينهما علاقة صداقة. تقرر جدة «تشوي هان» أن تعهد إليه بإدارة مقهى فاشل لا يكسب أبدا، فيستعين بأصدقاء من بينهم «جو إيون»، وينجح معهم في تحقيق حلم النجاح العزيز، وتقوده المواقف إلى معرفة حقيقة الأنثى التي صنعت معه ما لم يصنعه الرجال، فكيف ستتطور العلاقة بينهما؟!

## الممثلون
- غونغ يو
- يون إيون هي
- كيم جاي ووك
- غونغ آن تشاي

## وصلات خارجية
- مسلسل مقهى الأمير  على الموقع الإلكتروني الرسمي لي إم بي سي الكورية (بالكورية)
- مسلسل مقهى الأمير على هانسينما
- مقهى الأمير على موقع IMDb (الإنجليزية)
- مقهى الأمير على موقع ميتاكريتيك (الإنجليزية)
- مقهى الأمير على موقع نتفليكس (الإنجليزية)
- مقهى الأمير على موقع فيلمافينيتي (الإسبانية)
- مقهى الأمير على موقع كينوبويسك (الروسية)
- مقهى الأمير على موقع قاعدة بيانات الفيلم (الإنجليزية)